# RM57615
RM57615 — хімічно пекулярна зоря спектрального класу
A й має видиму зоряну величину в смузі V приблизно 15,2.